# Licuala pusilla
Licuala pusilla är en enhjärtbladig växtart som beskrevs av Odoardo Beccari. Licuala pusilla ingår i släktet Licuala och familjen Arecaceae. Inga underarter finns listade i Catalogue of Life.